# Liliane Barrard
Pour les articles homonymes, voir Barrard.
Pas d'image ? Cliquez ici
Liliane Barrard, née Bontemps le 9 décembre 1948 et morte le 24 juin 1986 sur le K2, est une alpiniste et himalayiste française.

## Biographie

### Femme la plus haute du monde
Liliane Barrard découvre l'alpinisme à treize ans, dans la vallée de Chamonix. En 1973, elle rencontre son futur mari Maurice à la faveur de l'organisation d'une expédition au Pérou. Mais ne connaissant pas ses capacités en montagne, et bien que son diplôme de kinésithérapeute tout frais puisse être utile, Maurice décline sa collaboration, proposant à Liliane de participer à une course moins périlleuse dans le même pays mais sans lui. Maurice et Liliane se revoient et leur passion commune pour les ascensions extrêmes les rapproche. Ils se marient et s'installent à Francourville en 1977.
Une première réussite au Gasherbrum II amène les Barrard à se fixer l'objectif de devenir le couple le plus haut du monde en gravissant le Nanga Parbat sans oxygène. L'obstacle est de taille car, avant eux, seulement deux expéditions ont vaincu ce sommet du Pakistan. Monté avec deux compagnons qui abandonnent en cours de route, le couple s'obstine avant de baisser les bras au bout de 19 jours, miné par le mauvais temps. Ils perdent respectivement treize et dix kilos, leurs doigts ont gelé et Liliane doit être amputée d'un orteil. Un an plus tard, en 1984, après une préparation physique et mentale intensifiée, ils retentent leur chance avec deux autres personnes dont un médecin. La météo est meilleure que l'année précédente, la tête et les jambes aussi. En quatre jours, les Barrard deviennent le premier couple à monter un « 8 000 » et Liliane la première femme à vaincre ce sommet.
Un an plus tard, c'est au Makalu que les Barrard s'attaquent. Après quatorze jours d'approche jusqu'au camp de base à 6 700 m, ils gardent leurs crampons au profit des skis. Ils confirment et bonifient ainsi leur dénomination de couple le plus haut du monde. Plus que l'Everest, c'est à la montagne des montagnes, le K2, dont les Barrard rêvent désormais.

### Mort au K2 (1986)
Le 3 mai 1986, les Barrard oublient la sacoche contenant les 100 000 francs finançant la moitié de l'expédition dans un taxi entre Rawalpindi et Islamabad. Ils font des pieds et des mains par téléphone pour se faire prêter l'argent perdu par un organisme new-yorkais. Devant l'engouement que présente cette ascension de la deuxième plus haute montagne du monde, il faut attendre son tour pour monter le versant sud, le moins difficile : neuf expéditions s'affairent. Maurice et Liliane font équipe avec la polonaise Wanda Rutkiewicz et le reporter de RTL Michel Parmentier. Alpiniste chevronné, Parmentier doute des capacités de Liliane et en fait part à Maurice qui n'en tient pas compte. Aux conditions techniques s'ajoutent des conditions météo généralement exécrables et font du K2 la montagne la plus dangereuse du monde. La caravane des Barrard et leurs amis progresse. Au bout de cinq jours d'efforts extrêmes, ils sont aux portes de l'épuisement lorsqu'il parviennent à 8 400 mètres. Pour les 211 derniers mètres, le groupe prend le pari de bivouaquer dans une seule tente, sans duvet, sans espérer dormir compte tenu du froid et du manque d'oxygène. À midi le lendemain, ils atteignent le sommet.
Ensuite, il faut redescendre. Le lendemain, c'est une sorte de chacun pour soi qui s'instaure. Les quatre ne sont plus assez lucides pour agir avec toute la solidarité qui sied aux montagnards. Parmentier, le moins épuisé, est en tête et devance les autres pour rejoindre le camp 3. Puis Wanda y parvient, pensant que le couple suit. Mais la tempête se lève sur le K2 et les Barrard n'arrivent pas. La nuit tombe et un mètre de neige s'accumule. Aux premières lueurs du jour, Parmentier, inquiet, reprend l'ascension, brave l'enfer pour aller à la rencontre de ses amis qui ont sans doute été contraints de bivouaquer. La neige a recouvert toute trace humaine. En liaison radio avec Benoît Chamoux, d'une expédition italienne, celui-ci finit par le convaincre, non sans mal, de redescendre le 26 juin, deux jours après. Le 30 juillet, une expédition retrouve le corps de Liliane, elle avait 38 ans.

## Ascensions
- 1982 - Gasherbrum II avec son mari Maurice et Alain Bontemps.
- 1984 - Nanga Parbat avec son mari Maurice. Ils atteignent le sommet en ouvrant une variante sur le versant Diamir. Ils réalisent la première ascension française, et Liliane, la première féminine du sommet.
- 1986 - K2 avec son mari Maurice, le 23 juin.

### Ouvrage de référence
- Gérald Massé et Romain Léger, Les exploits des sportifs d'Eure-et-Loir : 1965-2015, Dreux, Antipodes, octobre 2015, 336 p. (ISBN 978-2-9553628-0-8)

1. 1 2 3 4 5  Alpinisme - 1984 / Liliane et Maurice Barrard : le couple le plus haut du monde, p. 89
2. 1 2 3 4 5 6 7  Alpinisme - 1984 / Liliane et Maurice Barrard : le couple le plus haut du monde, p. 90
3. 1 2 3 4 5 6 7  Alpinisme - 1984 / Liliane et Maurice Barrard : le couple le plus haut du monde, p. 91
4. 1 2 3 4 5 6 7 8 9 10 11 12 13 14 15 16  Alpinisme - 1984 / Liliane et Maurice Barrard : le couple le plus haut du monde, p. 92
5. ↑  Alpinisme - 1984 / Liliane et Maurice Barrard : le couple le plus haut du monde, p. 93